# 愛樂壓
爱乐压是一种手工烹煮咖啡的简单器具，由美國的AeroPress公司總裁阿倫·阿德勒（Alan Adler）於2005年所發明。总的来说，它的结构类似于一个注射器。使用时在其“针筒”内放入研磨好的咖啡粉和热水，然后压下推杆，咖啡就会透过滤纸流入容器内。它结合了滴漏和压滤式咖啡机的特点，通过改变咖啡研磨颗粒的大小和按压速度，用户可以按自己的喜好烹煮不同的风味。由于采用压力注射，其烹煮速度也较快。「爱乐压」與「AeroPress」商標由愛樂壓公司（AeroPress, Inc.）所擁有。

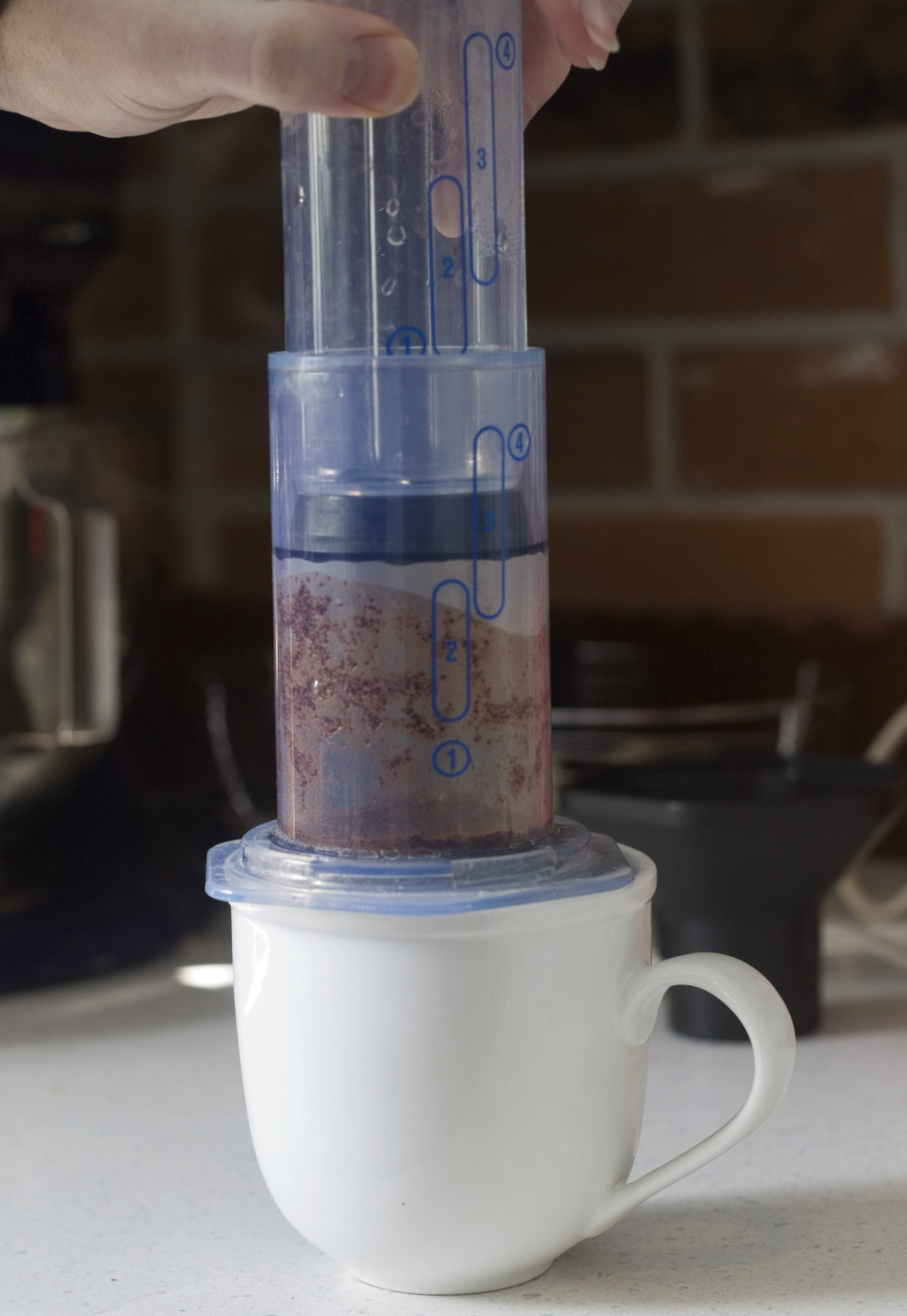

爱乐压公司每年舉辦一次世界爱乐压大赛，是一场使用爱乐压冲泡咖啡的比赛。
与滴滤咖啡机不同的是，尽管浸泡时间很短，它能充分浸泡咖啡颗粒，而且在萃取时施加了舒缓、温柔的压力；它借鉴了法压壶的原理，但咖啡液体从器具底部经滤纸压出，使用的咖啡颗粒也比法压壶要求的更细，咖啡与水的接触时间更短但压力更大。

## 使用方法
- 正压:即说明书上推荐的使用方法。
- 反压:将整个冲泡部分与活塞先组装起来，倒过来放。之后加入咖啡粉、加入热水，搅拌均匀后旋紧带有滤纸的盖子，倒过来放在杯子上，然后用力压出咖啡液。[1]